# Turate
Turate (Turaa in dialetto locale, AFI: /tyˈraː/) è un comune italiano di 9 831 abitanti della provincia di Como in Lombardia.

## Storia
Il territorio di Turate, prima dell'arrivo degli antichi Romani, fu abitato dagli Insubri. Da Turatum, nome romano di Turate, passava la Via Mediolanum-Bilitio, che metteva in comunicazione Mediolanum (Milano) con Luganum (Lugano) passando da Varisium (Varese). La moderna Turate è citata come Thurao, terra donata nel 712 dal re longobardo Liutprando al monastero di San Pietro in Ciel d'Oro di Pavia.
Nel 1346 el locho da Turà risulta far parte delle località che, all'interno della pieve di Appiano, avevano in carico la manutenzione della cosiddetta strata da Bolà.
La storia del borgo nell'età tardo medioevale e moderna durante il Ducato di Milano è strettamente legata alla potente famiglia nobiliare lombarda dei Caimi, a cui Filippo IV concesse Turate in feudo nel 1623 e i quali vi esercitarono i propri diritti feudali fino al 1785, anno in cui l'ultimo erede maschio della famiglia morì e il feudo ritornò a disposizione del demanio.
Sempre inserito nella pieve di Appiano, nel 1751 il comune di Turate comprendeva già i cassinaggi di Fagnana, Piatti e Mascazza, oltre che la cassina di Prato. Si ritrova Turate nella stessa pieve anche nel 1786, anno in cui la stessa fu inserita nella provincia di Gallarate.
Con l'abolizione del sistema feudale da parte di Napoleone anche Turate diventa borgo libero e pienamente autonomo venendo spostato nel 1802 dal dipartimento di competenza di Milano a quello di Como. Un decreto di riorganizzazione amministrativa del Regno d'Italia napoleonico datato 1807 sancì, per Turate, l'annessione del comune di Gerenzano, decisione che, come buona parte delle altre avvenute in età napoleonica, fu tuttavia cancellata dalla Restaurazione. Ciononostante, Turate rimase nell'area di competenza amministrativa di Como anche in seguito alla costituzione del Regno lombardo-veneto.
Agli atti, il primo documento con timbro “Comune di Turate” risale al 1827, quando il municipio era amministrato dalla Deputazione amministrativa comunale, l'odierna Giunta. Nel 1860 per la prima volta il capo dell'amministrazione cambiò nome da Podestà a Sindaco.

### Simboli
Lo stemma e il gonfalone del comune sono stati concessi con decreto del presidente della Repubblica del 1º ottobre 1951.
Lo stemma era presente nello Stemmario di Marco Cremosano del XVII secolo.
Il gonfalone è un drappo partito di azzurro e di bianco.

## Monumenti e luoghi d'interesse

### Architetture religiose

#### Chiesa dei Santi Pietro e Paolo
Forse costruita attorno all'anno 1000 al posto di un cimitero, la chiesa dei Santi Pietro e Paolo è attestata all'interno della pieve di Appiano già nel XIII secolo. In principio la chiesa si presentava con una porta centrale sulla facciata dotata di una finestra e con due porte provviste di finestre sul lato nord. Al tempo della visita pastorale del 1574 da parte dell'arcivescovo Carlo Borromeo, la chiesa presentava una navata centrale, corrispondente all'attuale maggiore, a cui se ne affiancava una laterale sul lato ove oggi si trova il battistero, al posto del quale allora era collocato un altare dedicato a sant'Ambrogio. La chiesa deve il suo aspetto attuale ad alcuni importanti interventi di ristrutturazione avvenuti tra secoli XVII e XX. Particolarmente significative furono le modifiche avvenute nel 1848, che comportarono un ingrandimento della chiesa. Nel XX secolo l'interno della chiesa venne dotato di affreschi e decorazioni degli artisti Giovanni Caravaglia e Giovanni Muttoni della scuola d'arte milanese "Beato Angelico".
L'attuale campanile è una ricostruzione di un'altra precedente struttura.

#### Santuario della Madonna in Campagna
Già attestato nel XIV secolo, il santuario fu edificato sul luogo laddove si trovavano le precedenti chiesette di Santa Maria e di San Maurizio.

#### Altro
- Chiesa di San Girolamo,[17] situata a Fagnana e citata negli atti della visita pastorale del 1747 da parte dell'arcivescovo Giuseppe Pozzobonelli come "chiesa di San Geronimo".[14]
- Oratorio di San Giuseppe,[18] già attestato al tempo della visita pastorale dell'arcivescovo Pozzobonelli.[14] L'oratorio costituì una cappella gentilizia dei proprietari dell'attiguo Palazzo Ala Ponzoni Pollini[19].
- Chiesa della Madonna della Medaglia Miracolosa, situata all'interno del complesso della Casa Militare Umberto I.[20]

### Architetture civili e militari

#### Casa Militare Umberto I
Eretta alla fine del XVIII secolo dalla famiglia Ala Ponzoni (o Ala Pozzoni) all'interno di un parco di otto ettari, la dimora fu completata in stile tardo-neoclassico negli anni '20 dell'Ottocento. In seguito, fu rilevata dalla famiglia saronnese degli Zerbi. Acquistata nel 1897 da tre turatesi – tra i quali Giuseppe Candiani – la struttura fu riadattata a casa di riposo per i veterani delle guerre nazionali. Oggi ospita un museo di oggetti militari che coprono un periodo che va dalle guerre d'indipendenza alla Seconda guerra mondiale.
La casa si compone di più corpi di fabbrica. Nel corpo principale, che delimita a oriente la piazza antestante alla dimora, s'innestano due corpi minori, uno dotato di pianta a "U" aperta verso settentrione, l'altro disposto in modo tale da formare una "L" rivolta verso meridione. Sul cortile d'onore si affaccia un porticato. Alle spalle del cortile, una cancellata in ferro battuto introduce all'ampio parco. All'interno della casa spicca uno scalone in stile neoclassico, inserito in uno spazio coperto da una volta ellittica.

#### Palazzo Ala Ponzone Pollini
Inserito all'interno di un grande parco, Palazzo Ala Ponzone, fu edificato tra la fine del XVII secolo e l'inizio del XVIII. In stile barocco, fu realizzato su commissione della famiglia Caimi, forse nel luogo dove si trovava un precedente edificio del XV secolo. Il palazzo fu per lungo tempo la dimora della famiglia Ala Ponzoni (o Ala Pozzoni), che tra la finire del XVIII secolo e il primo quarto del successivo si trasferirono nella vicina villa Ala Pozzoni Zerbi - l'attuale Casa Militare Umberto I - costruita per volere della stessa famiglia. Da questi ultimi, il palazzo passò nelle mani della famiglia Pollini, che nel 1962 decise di donare la proprietà alla parrocchia di Turate. Attualmente, palazzo Pollini è sede del locale municipio.
Il palazzo si presenta con una facciata aperta da un Settecentesco portale monumentale in pietra. La parte superiore della facciata è coronata da una particolare gronda a guscia, ornata da intonaco in rilievo. Il portale introduce un cortile interno a pianta sostanzialmente quadrata, delimitato a est e a ovest da un porticato architravato retto da colonne in pietra. Affacciato sul cortile, il salone d'onore del palazzo.

## Società

### Evoluzione demografica

#### Demografia pre-unitaria
- 1 300 nel 1751
- 1 599 nel 1771
- 1 477 nel 1799
- 1 472 nel 1805
- 2 401 nel 1809 per provvisoria incorporazione di Gerenzano
- 2 510 nel 1853
- 2 779 nel 1859

(Fonte: lombardiabeniculturali)

#### Demografia post-unitaria
Abitanti censiti

## Cultura

### Musei
- Casa Militare Umberto I[12][30]

## Infrastrutture e trasporti
Il comune di Turate è servito dalla linea ferroviaria FN Saronno-Varese-Laveno Mombello tramite la stazione di Gerenzano-Turate, situata tra i comuni di Turate e Gerenzano (VA).

## Sport

### Pallacanestro
Il club cestistico è l'Associazione Sportiva Dilettantistica Basket 2000 Turate; nata nel 1996, i suoi colori ufficiali sono il bianco e il verde. Attivo solo a livello dilettantistico, schiera le squadre in campionati FIP e UISP. Sede degli allenamenti e delle partite sono il palazzetto della scuola secondaria in via IV Novembre n. 12 e la palestra della scuola primaria in via Garibaldi n. 39. Sito internet www.basket2000turate.it

### Calcio
Maggiore società calcistica comunale è la Salus et Virtus Turate; fondata nel 1927 e contraddistinta dai colori sociali bianco e azzurro, vanta quali maggiori successi alcune partecipazioni alla Serie D nei primi anni del terzo millennio. Nel 2009 si è fusa con la Caronnese di Caronno Pertusella, andando a formare la società unificata Insubria CaronneseTurate, basata nel comune varesino. L'esperienza ha però avuto vita breve: già nel 2010-2011 la Salus et Virtus Turate è stata rifondata ed è ripartita in autonomia dalla Terza Categoria di Como.

### Tiro con l'arco
A Turate ha sede il club A.S.D. Arcieri dell'Airone, contraddistinto dai colori sociali giallo e bianco.

### Palio di Turate
Dal giugno 1980 si disputa lo storico Palio che vede contrapporsi le sei contrade del paese: Boscu, Campasc, Furnu, Pasqué, Pràa e Reschignana; il Palio si svolge ogni due anni (dal 1985 si tiene negli anni dispari per evitare di coincidere con le fasi finali di europei e mondiali di calcio).
La manifestazione ha una durata variabile, generalmente dai dieci a quattordici giorni a seconda dell'edizione; ogni sera le contrade si sfidano in giochi popolari per aggiudicarsi il prestigioso drappo cucito a mano alla fine degli anni '70, a cui è possibile partecipare solo se residenti in una delle sei contrade del paese.

### Esplicative
1. ↑  ortografia classica

### Bibliografiche
1. 1 2   Bilancio demografico mensile anno 2025 (dati provvisori), su demo.istat.it, ISTAT.
2. ↑   Classificazione sismica (XLS), su rischi.protezionecivile.gov.it.
3. ↑   Tabella dei gradi/giorno dei Comuni italiani raggruppati per Regione e Provincia (PDF), in Legge 26 agosto 1993, n. 412, allegato A, Agenzia nazionale per le nuove tecnologie, l'energia e lo sviluppo economico sostenibile, 1º marzo 2011,  p. 151. URL consultato il 25 aprile 2012 (archiviato dall'url originale il 1º gennaio 2017).
4. ↑   AA. VV., Dizionario di toponomastica. Storia e significato dei nomi geografici italiani., Milano, Garzanti, 1996,  p. 672, ISBN 88-11-30500-4.
5. 1 2 3   Storia, su comune.turate.co.it. URL consultato il 19 maggio 2020 (archiviato dall'url originale il 23 settembre 2017).
6. 1 2 3   Comune di Turate, sec. XIV - 1757, su Istituzioni storiche – Lombardia Beni Culturali. URL consultato il 19 maggio 2020.
7. 1 2   Comune di Turate, 1757 - 1797, su Istituzioni storiche – Lombardia Beni Culturali. URL consultato il 19 maggio 2020.
8. ↑   Comune di Turate, 1798 - 1815, su Istituzioni storiche – Lombardia Beni Culturali. URL consultato il 19 maggio 2020.
9. ↑   Comune di Gerenzano, 1816 - 1859, su Istituzioni storiche – Lombardia Beni Culturali. URL consultato il 19 maggio 2020.
10. ↑   Comune di Turate, 1816 - 1859, su Istituzioni storiche – Lombardia Beni Culturali. URL consultato il 19 maggio 2020.
11. 1 2   Bozzetti di stemma e gonfalone del Comune di Turate, su Archivio Centrale dello Stato, Raccolta dei disegni degli stemmi di comuni e città. URL consultato il 26 settembre 2024.
12. 1 2 3 4 5 6 7 8 9   Monumenti, su comune.turate.co.it. URL consultato il 19 maggio 2020 (archiviato dall'url originale il 23 settembre 2017).
13. 1 2 3 4 5 6 7  Borghese, p. 421.
14. 1 2 3   Parrocchia dei Santi apostoli Pietro e Paolo, sec. XVI - [1989], su Istituzioni storiche – Lombardia Beni Culturali. URL consultato il 19 maggio 2020.
15. ↑   Chiesa dei SS. Pietro e Paolo - complesso, Piazza della Chiesa, 4 - Turate (CO), su Architetture – Lombardia Beni Culturali. URL consultato il 19 maggio 2020.
16. ↑   Santuario della Madonna in Campagna - complesso, Via Santa Maria, 1 - Turate (CO), su Architetture – Lombardia Beni Culturali. URL consultato il 19 maggio 2020.
17. ↑   Chiesa di S. Girolamo, Via San Gerolamo - Turate (CO), su Architetture – Lombardia Beni Culturali. URL consultato il 19 maggio 2020.
18. ↑   Oratorio di S. Giuseppe, Via Vittorio Emanuele - Turate (CO), su Architetture – Lombardia Beni Culturali. URL consultato il 19 maggio 2020.
19. 1 2 3 4 5 6  Langè, p. 322.
20. ↑   Chiesa della Madonna della Medaglia Miracolosa, Piazza Alessandro Volta - Turate (CO), su lombardiabeniculturali.it. URL consultato il 19 maggio 2020.
21. 1 2 3 4 5 6 7 8  Langè, p. 323.
22. 1 2  Belloni et al., p. 249.
23. ↑   Casa Militare Umberto I - complesso, Piazza Alessandro Volta, 27(P) - Turate (CO), su Architetture – Lombardia Beni Culturali. URL consultato il 19 maggio 2020.
24. 1 2  Langè, p. 324.
25. ↑  Langè, p. 325.
26. ↑   Palazzo Ala Ponzone - complesso, Via Vittorio Emanuele, 2 - Turate (CO), su Architetture – Lombardia Beni Culturali. URL consultato il 19 maggio 2020.
27. ↑  Langè, pp. 322-323.
28. ↑   Laura Gradella, Elettorale, su Comune di Turate. URL consultato il 3 luglio 2022 (archiviato dall'url originale il 3 luglio 2022).
29. ↑  Dati tratti da:
  -  Popolazione residente dei comuni. Censimenti dal 1861 al 1991 (PDF), su ebiblio.istat.it, ISTAT.
  -  Popolazione residente per territorio – serie storica, su esploradati.censimentopopolazione.istat.it.
Nota bene: il dato del 2021 si riferisce al dato del censimento permanente al 31 dicembre di quell'anno.
30. ↑   Museo, su casamilitareumbertoprimo.org. URL consultato il 19 maggio 2020.
31. 1 2   PalioTurate, su palioditurate.it. URL consultato il 14 gennaio 2023.